# Aboriscus aborensis
Aboriscus aborensis is een hooiwagen uit de familie Assamiidae. De wetenschappelijke naam van Aboriscus aborensis gaat  terug op Roewer.